# Langues maiduanes
Les langues maiduanes sont une famille de langues amérindiennes parlées en Californie, au Nord-Est de San Francisco. 

## Classification
La famille des langues maiduanes est incluse dans l'hypothétique groupe pénutien proposé par Edward Sapir.
Les langues maiduanes sont les suivantes : 
- Maidu
- Chico (en)
- Konkow
- Nisenan